# Apohyale stebbingi
Apohyale stebbingi is een vlokreeftensoort uit de familie van de Hyalidae. De wetenschappelijke naam van de soort is voor het eerst geldig gepubliceerd in 1888 door Chevreux.